# São Pedro, Lapas e Ribeira Branca
São Pedro, Lapas e Ribeira Branca (oficialmente: União das Freguesias de Torres Novas (São Pedro), Lapas e Ribeira Branca) é uma freguesia portuguesa do município de Torres Novas, com 21,99 km² de área e 8020 habitantes (censo de 2021). A sua densidade populacional é 364,7 hab./km².
É uma das freguesias urbanas da cidade de Torres Novas.

## História
Foi criada aquando da reorganização administrativa de 2012/2013, resultando da agregação das antigas freguesias de  São Pedro, Lapas e Ribeira Branca:

## Demografia
A população registada nos censos foi:
| Distribuição da População por Grupos Etários | Distribuição da População por Grupos Etários | Distribuição da População por Grupos Etários | Distribuição da População por Grupos Etários | Distribuição da População por Grupos Etários | Distribuição da População por Grupos Etários |
| -------------------------------------------- | -------------------------------------------- | -------------------------------------------- | -------------------------------------------- | -------------------------------------------- | -------------------------------------------- |
| Antes da agregação                           |                                              |                                              |                                              |                                              |                                              |
| Ano                                          | 0-14 anos                                    | 15-24 anos                                   | 25-64 anos                                   | >= 65 anos                                   | Total                                        |
| 2001                                         | 1203                                         | 1213                                         | 4536                                         | 1530                                         | 8482                                         |
| 2011                                         | 1288                                         | 872                                          | 4676                                         | 1838                                         | 8674                                         |
| Após a agregação                             |                                              |                                              |                                              |                                              |                                              |
| Ano                                          | 0-14 anos                                    | 15-24 anos                                   | 25-64 anos                                   | >= 65 anos                                   | Total                                        |
| 2021                                         | 1010                                         | 839                                          | 4092                                         | 2079                                         | 8020                                         |